# Campeonato Mundial de Natação em Piscina Curta de 2022 - 4x100 m medley masculino
A prova dos 4x100 metros nado medley masculino do Campeonato Mundial de Natação em Piscina Curta de 2022 foi disputada no dia 18 de dezembro de 2022, no Melbourne Sports and Aquatics Centre, em Melbourne, na Austrália.

## Recordes
Antes desta competição, os recordes mundiais e do campeonato nesta prova eram os seguintes: 
|                       | Nacionalidade | Tempo   | Local           | Data                   |
| --------------------- | ------------- | ------- | --------------- | ---------------------- |
| Recorde mundial       | Rússia        | 3:19.16 | São Petersburgo | 20 de novembro de 2009 |
| Recorde do campeonato | Itália        | 3:19.76 | Abu Dhabi       | 21 de dezembro de 2021 |

Os seguintes recordes mundiais ou do campeonato foram estabelecidos durante esta competição:
| Data           | Evento | Nome                                                                                  | Nacionalidade  | Tempo   | Notas |
| -------------- | ------ | ------------------------------------------------------------------------------------- | -------------- | ------- | ----- |
| 18 de dezembro | Final  | Isaac Cooper (49.46) Joshua Yong (56.55) Matthew Temple (48.34) Kyle Chalmers (44.63) | Austrália      | 3:18.98 | ,     |
| 18 de dezembro | Final  | Ryan Murphy (48.96) Nic Fink (54.88) Trenton Julian (49.19) Kieran Smith (45.95)      | Estados Unidos | 3:18.98 | ,     |

## Medalhistas
| Ouro | Bronze |
| Austrália · Isaac Cooper · Joshua Yong · Matthew Temple · Kyle Chalmers · Shaun Champion[a] Estados Unidos · Ryan Murphy · Nic Fink · Trenton Julian · Kieran Smith · Hunter Armstrong[a] · Carson Foster[a] | Itália · Lorenzo Mora · Nicolò Martinenghi · Matteo Rivolta · Alessandro Miressi · Thomas Ceccon[a] · Simone Cerasuolo[a] · Alberto Razzetti · Paolo Conte Bonin[a] |

a  Nadadores que participaram apenas nas eliminatórias e receberam medalhas.

## Cronograma
Todos os horários são locais (UTC+11). 
| Data           | Hora  | Evento        |
| -------------- | ----- | ------------- |
| 18 de dezembro | 12:29 | Eliminatórias |
| 18 de dezembro | 21:19 | Final         |

## Resultados

### Eliminatórias
As eliminatórias ocorreram no dia 18 de dezembro com início às 12:29.
| Colocação | Bateria | Raia | Nacionalidade  | Nadadores                                                                                             | Tempo   | Notas            |
| --------- | ------- | ---- | -------------- | --- | ------- | ---------------- |
| 1         | 3       | 4    | Estados Unidos | Hunter Armstrong (50.68) Nic Fink (56.71) Trenton Julian (49.12) Carson Foster (47.04)                | 3:23.55 | Q                |
| 2         | 2       | 6    | Japão          | Ryosuke Irie (50.43) Ippei Watanabe (56.49) Yuya Tanaka (50.06) Katsumi Nakamura (46.70)              | 3:23.68 | Q                |
| 3         | 2       | 4    | Itália         | Thomas Ceccon (49.59) Simone Cerasuolo (57.83) Alberto Razzetti (50.24) Paolo Conte Bonin (46.15)     | 3:23.81 | Q                |
| 4         | 2       | 7    | Alemanha       | Ole Braunschweig (50.63) Lucas Matzerath (57.77) Marius Kusch (49.44) Josha Salchow (46.67)           | 3:24.51 | Q                |
| 5         | 3       | 6    | Austrália      | Isaac Cooper (50.42) Joshua Yong (57.38) Shaun Champion (50.32) Kyle Chalmers (46.90)                 | 3:25.02 | Q                |
| 6         | 3       | 7    | Canadá         | Finlay Knox (50.40) James Dergousoff (58.38) Ilya Kharun (49.76) Yuri Kisil (46.79)                   | 3:25.33 | Q                |
| 7         | 2       | 2    | China          | Wang Gukailai (51.82) Qin Haiyang (57.61) Chen Juner (50.30) Pan Zhanle (46.28)                       | 3:26.01 | Q,               |
| 8         | 1       | 5    | Chéquia        | Tomáš Franta (50.42) Matěj Zábojník (57.42) Jan Šefl (50.48) Daniel Gracík (47.86)                    | 3:26.18 | Q,               |
| 9         | 2       | 1    | Espanha        | Hugo González (51.86) Carles Coll (58.24) Mario Mollà (50.36) Sergio de Celis (46.02)                 | 3:26.48 | Recorde nacional |
| 10        | 1       | 3    | Nova Zelândia  | Zac Dell (52.19) Josh Gilbert (57.83) Cameron Gray (50.40) Carter Swift (46.26)                       | 3:26.68 | Recorde nacional |
| 11        | 3       | 3    | Países Baixos  | Stan Pijnenburg (54.41) Caspar Corbeau (57.34 ) Nyls Korstanje (50.12) Kenzo Simons (46.74)           | 3:28.61 |                  |
| 12        | 2       | 5    | Noruega        | Markus Lie (50.76) Christoffer Tofte Haarsaker (58.11) Jon Jøntvedt (53.58) Nicholas Lia (46.52)      | 3:28.97 |                  |
| 13        | 3       | 8    | Hong Kong      | Hayden Kwan (52.96) Adam Chillingworth (59.41) Ng Cheuk Yin (51.13) Ian Ho (47.23)                    | 3:30.73 | Recorde nacional |
| 14        | 2       | 8    | Bulgária       | Kaloyan Levterov (55.02) Tonislav Sabev (58.42) Antani Ivanov (51.88) Deniel Nankov (47.73)           | 3:33.05 | Recorde nacional |
| 15        | 3       | 2    | Turquia        | Doruk Tekin (55.10) Berkay Ömer Öğretir (57.61) Rasim Oğulcan Gör (52.14) Umitcan Gures (50.04)       | 3:34.89 |                  |
| 16        | 3       | 1    | Ucrânia        | Oleksandr Zheltiakov (54.47) Volodymyr Lisovets (1:00.65) Andriy Govorov (54.50) Illia Linnyk (48.22) | 3:37.84 |                  |
| 17        | 1       | 4    | Taipé Chinesa  | | DNS     | DNS              |
| 17        | 2       | 3    | Reino Unido    | | DNS     | DNS              |
| 17        | 3       | 5    | Brasil         | | DNS     | DNS              |

### Final
A final foi realizada no dia 18 de dezembro com início às 21:19.
| Colocação         | Raia | Nacionalidade  | Nadadores                                                                                         | Tempo   | Notas            |
| ----------------- | ---- | -------------- | ------------------------------------------------------------------------------------------------- | ------- | ---------------- |
| Medalha de ouro   | 2    | Austrália      | Isaac Cooper (49.46) Joshua Yong (56.55) Matthew Temple (48.34) Kyle Chalmers (44.63)             | 3:18.98 | Recorde mundial  |
| Medalha de ouro   | 4    | Estados Unidos | Ryan Murphy (48.96) Nic Fink (54.88) Trenton Julian (49.19) Kieran Smith (45.95)                  | 3:18.98 | Recorde mundial  |
| Medalha de bronze | 3    | Itália         | Lorenzo Mora (49.48) Nicolò Martinenghi (55.52) Matteo Rivolta (48.50) Alessandro Miressi (45.56) | 3:19.06 | Recorde europeu  |
| 4                 | 5    | Japão          | Ryosuke Irie (49.98 ) Yuya Hinomoto (56.27) Yuya Sakamoto (50.06) Katsuhiro Matsumoto (46.39)     | 3:22.70 |                  |
| 5                 | 6    | Alemanha       | Ole Braunschweig (50.68) Lucas Matzerath (56.96) Marius Kusch (48.72) Josha Salchow (46.68)       | 3:23.04 |                  |
| 6                 | 7    | Canadá         | Finlay Knox (50.46) Javier Acevedo (57.21) Ilya Kharun (49.54) Ruslan Gaziev (46.23)              | 3:23.44 |                  |
| 7                 | 1    | China          | Wang Gukailai (51.54) Qin Haiyang (57.36) Chen Juner (50.16) Pan Zhanle (46.09)                   | 3:25.15 | Recorde nacional |
| 8                 | 8    | Chéquia        | Tomáš Franta (50.48) Matěj Zábojník (57.49) Jan Šefl (50.78) Daniel Gracík (47.62)                | 3:26.37 |                  |

Legenda
| Recorde mundial       | Recorde mundial (World record)               |                       | Recorde africano                      | Recorde africano (African) |                                           | Q | Classificado por posição (Qualified) |
| Recorde do campeonato | Recorde do campeonato (Championship record)  | Recorde da América    | Recorde da América (Americas)         | q                          | Classificado por melhor tempo (Qualified) |   |                                      |
| Melhor marca do ano   | Melhor marca do ano (World leading)          | Recorde asiático      | Recorde asiático (Asian)              | DNS                        | Não largou (Did not start)                |   |                                      |
| Recorde nacional      | Recorde nacional (National record)           | Recorde europeu       | Recorde europeu (European)            | DNF                        | Não terminou (Did not finish)             |   |                                      |
| Recorde pessoal       | Recorde pessoal do atleta (Personal best)    | Recorde da Oceania    | Recorde da Oceania (Oceania)          | DSQ / DQ                   | Desclassificado (Disqualified)            |   |                                      |
| Recorde da temporada  | Recorde da temporada do atleta (Season best) | Recorde sul-americano | Recorde sul-americano (South America) | NM                         | Sem marca (No mark)                       |   |                                      |